# Ферндејл (Мериленд)
Ферндејл (енгл. Ferndale) насељено је место без административног статуса у америчкој савезној држави Мериленд.

## Демографија
По попису из 2010. године број становника је 16.746, што је 690 (4,3%) становника више него 2000. године.
| Група             | 2000.          | 2010.          |
| Белци             | 12.222 (76,1%) | 11.257 (67,2%) |
| Афроамериканци    | 2.504 (15,6%)  | 3.023 (18,1%)  |
| Азијати           | 529 (3,3%)     | 638 (3,8%)     |
| Хиспаноамериканци | 499 (3,1%)     | 1.355 (8,1%)   |
| Укупно            | 16.056         | 16.746         |